# Royaume Kalabari
 (juillet 2024).
La mise en forme du texte ne suit pas les recommandations de Wikipédia : il faut le « wikifier ».
Les points d'amélioration suivants sont les cas les plus fréquents. Le détail des points à revoir est peut-être précisé sur la page de discussion.
- Les titres sont pré-formatés par le logiciel. Ils ne sont ni en capitales, ni en gras.
- Le texte ne doit pas être écrit en capitales (les noms de famille non plus), ni en gras, ni en italique, ni en « petit »…
- Le gras n'est utilisé que pour surligner le titre de l'article dans l'introduction, une seule fois.
- L'italique est rarement utilisé : mots en langue étrangère, titres d'œuvres, noms de bateaux, etc.
- Les citations ne sont pas en italique mais en corps de texte normal. Elles sont entourées par des guillemets français : « et ».
- Les listes à puces sont à éviter, des paragraphes rédigés étant largement préférés. Les tableaux sont à réserver à la présentation de données structurées (résultats, etc.).
- Les appels de note de bas de page (petits chiffres en exposant, introduits par l'outil «  Source ») sont à placer entre la fin de phrase et le point final[comme ça].
- Les liens internes (vers d'autres articles de Wikipédia) sont à choisir avec parcimonie. Créez des liens vers des articles approfondissant le sujet. Les termes génériques sans rapport avec le sujet sont à éviter, ainsi que les répétitions de liens vers un même terme.
- Les liens externes sont à placer uniquement dans une section « Liens externes », à la fin de l'article. Ces liens sont à choisir avec parcimonie suivant les règles définies. Si un lien sert de source à l'article, son insertion dans le texte est à faire par les notes de bas de page.
- La présentation des références doit suivre les conventions bibliographiques. Il est recommandé d'utiliser les modèles {{Ouvrage}}, {{Chapitre}}, {{Article}}, {{Lien web}} et/ou {{Bibliographie}}. Le mode d'édition visuel peut mettre en forme automatiquement les références.
- Insérer une infobox (cadre d'informations à droite) n'est pas obligatoire pour parachever la mise en page.

Pour une aide détaillée, merci de consulter Aide:Wikification.
Si vous pensez que ces points ont été résolus, vous pouvez retirer ce bandeau et améliorer la mise en forme d'un autre article.
Pour les articles homonymes, voir Kalabari.
Le royaume Kalabari, également appelé Elem Kalabari (Kalabari : Nouveau Port de Navigation), est l'État traditionnel indépendant du peuple Kalabari, un groupe ethnique Ijaw, dans le delta du fleuve Niger. Il est reconnu comme un état traditionnel dans ce qui est aujourd’hui l’État de Rivers, dans la région sud du Nigeria.
Le Royaume fut fondé par le roi Amachree Ier, ancêtre de la dynastie Amachree, aujourd'hui dirigée par la famille Princewill.[réf. nécessaire]
Le royaume est gouverné et contrôlé par le roi Amachree XI (professeur Theophilus Princewill CFR), ainsi que par son conseil des chefs, dont la plupart sont des princes royaux. Ensemble, ils constituent la chefferie dirigeante traditionnelle Kalabari, semblable à une monarchie.

## Les habitants et leurs coutumes
Selon une tradition, le peuple Kalabari serait originaire de Calabar (appelé « Vieux Calabar » par les Européens), un site plus à l'est occupé par le peuple Efik de l'État de Cross River. Il s’agit peut-être d’une invention du XIXe siècle. Les Efik eux-mêmes affirment que le nom de « Calabar » a été donné à leur ville par les Européens. D'autres traditions affirment que le royaume Kalabari a été fondé par des colons Ijaws venant d'Amafo, sur la rive ouest de la rivière New Calabar, et qu'ils y ont été rejoints par des colons d'autres communautés.
Les habitants occupaient une série d'îles parmi les mangroves du delta, où ils se livraient à la pêche et au commerce. Ils transportaient les produits de la région du delta en remontant les rivières New Calabar et Imo et les échangeaient contre de la nourriture et des biens de l'arrière-pays. Au XVe siècle, les premiers commerçants européens ont remarqué que seuls les habitants du delta refusaient de faire du commerce à crédit.
Les habitants d'Elem Kalabari (Royaume Kalabari) adoraient à l'origine la déesse Awoamenakaso (ou Awamenakaso, Akaso), la mère de toutes les divinités du clan Kalabari, même lorsque les colonies individuelles avaient leurs propres dieux et déesses locaux. Elle s'est opposée à la guerre et à l'effusion de sang, et les Kalabari ont affirmé plus tard qu'elle était la sœur de la déesse britannique Brittana, qui régnait sur les mers. Parmi leurs voisins, en raison de leur comportement « civilisé » et généralement pacifique, les Kalabari étaient appelés « Anglais ».

## Histoire
Le roi Owerri Daba aurait introduit la traite des esclaves à Kalabari et Bonny et aurait fondé les maisons du duc Monmouth et du duc Africa. Cela s'est produit quelque temps avant 1699, puisque James Barbot enregistre des cadeaux au duc Monmouth de Kalabari cette année-là. Kalabari est devenu un entrepôt de la traite négrière atlantique, vendant principalement des esclaves achetés à l'Igboland, plus au nord.
Amachree Ier, décédé vers 1800, fut le fondateur de la dynastie qui porte son nom. La plupart des grandes maisons de commerce se sont développées sous son règne. Au XIXe siècle, le royaume de Kalabari était au centre d'une lutte de pouvoir dans l'est du delta. Elem Kalabari a combattu contre le royaume de Nembe à l'ouest, le royaume de Bonny au sud-est et Okrika au nord-est. Le principal rival était Okrika, qui avait le potentiel de bloquer l'accès de Kalabari à l'intérieur. Les Kalabari amenaient leurs marchandises à Elem Ifoko, à l'embouchure de la rivière New Calabar, mais refusaient de parcourir les sept miles (=4,35 km) supplémentaires jusqu'à Bonny pour la commodité des commerçants européens. Le commerce impliquait l'acquisition d'esclaves, d'ivoire et d'huile de palme, contre lesquels des vêtements en coton, de la quincaillerie, des fusils et de la poudre à canon étaient échangés. Le sel, produit par évaporation, était un article de commerce important à l’intérieur.
En juillet 1863, la guerre avec le peuple Nembe de Brass se termina, les Nembe étant les vainqueurs. En décembre 1865, l'Okrika avait commencé à tendre une embuscade aux pirogues commerciales de Kalabari, et Bonny menaçait de se joindre à eux puisque Kalabari bloquait leur passage à travers leur territoire. Le consul britannique dut intervenir pour empêcher de nouvelles hostilités. Lorsque Jubo Jubogha (« Ja-Ja ») quitta Bonny en 1869 et créa l'État séparé d'Opobo, il devint un allié de Kalabari. Bonny commença alors une offensive plus sérieuse sur le territoire de Kalabari pour se remettre de la perte de commerce avec Opobo. En 1873, un traité de paix perpétuelle fut signé entre Kalabari et Bonny le même jour qu'un traité était signé entre deux factions rivales au sein de Kalabari.
Aucun de ces traités n'a malheureusement été respecté. En juillet 1882, le consul britannique dut à nouveau intervenir dans la lutte contre Bonny. De 1882 à 1884, deux factions de la famille royale continuèrent à lutter pour le contrôle. La faction Amachree réussit, tandis que le groupe Barboy ou Will Braide s'installa dans la nouvelle colonie de Bakana en 1881.

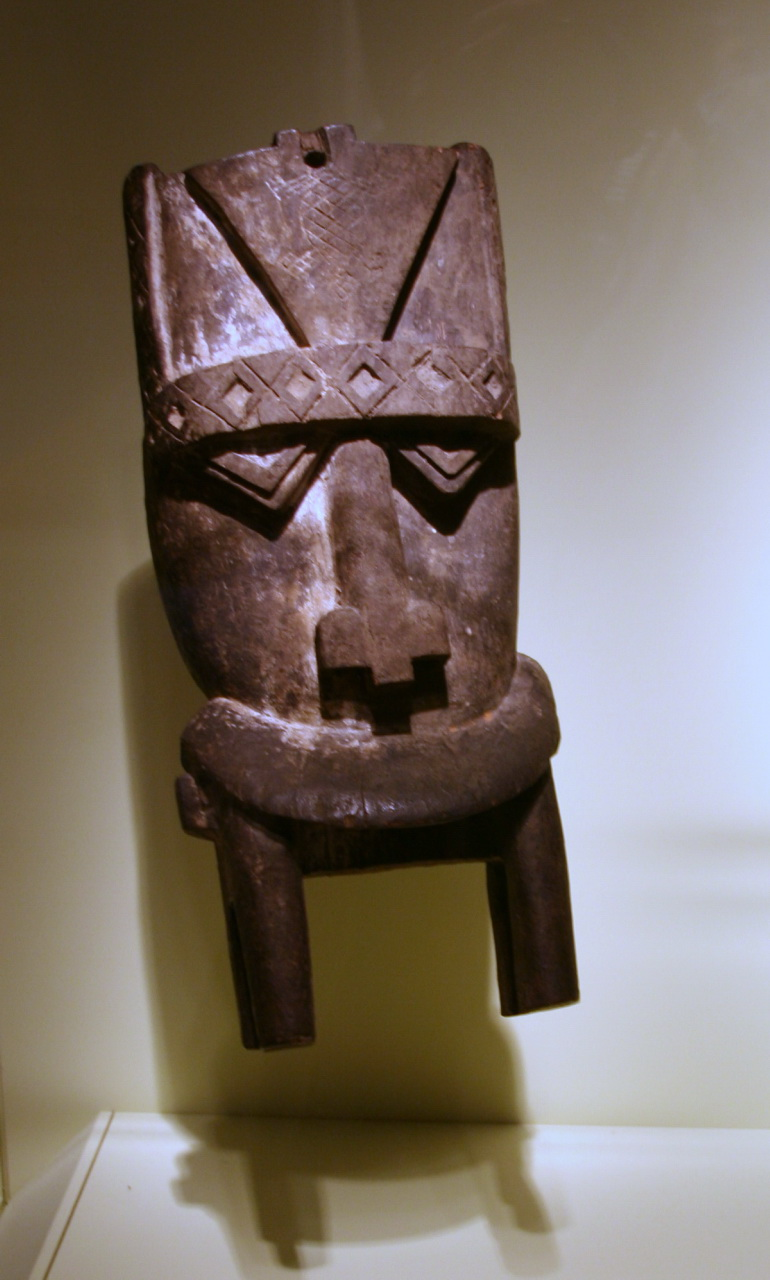
Masque du peuple Kalabari Ijaw, Nigeria, Début du XXe siècle, Bois, pigment (National Museum of African Art, Washington D.C.)

Peu de temps après, la faction restante, composée principalement du groupe Amachree, a également évacué Elem Kalabari, se déplaçant vers Abonnema en 1882 et vers Buguma en 1884, toutes deux plus à l'intérieur des terres. Les commerçants européens les suivirent, remontant désormais le fleuve Sombreiro jusqu'à Abonnema. Le gouvernement de Kalabari était désormais devenu un conseil de chefs puissants et de princes royaux dirigé et supervisé par le roi.

## Dirigeants

### État indépendant
Noms et dates prises d'African States and Rulers de John Stewart (1989).
| Debut      | Fin        | Dirigeants                                   |
| ---------- | ---------- | -------------------------------------------- |
| c.1550     | c.1575     | Kalabari                                     |
| c.1575     | c.1590     | Owoma                                        |
| c.1590     | c.1600     | Opukoroye                                    |
| c.1600     | c.1620     | Owerri Daba                                  |
| c.1620     | c.1655     | Igbessa                                      |
| c.1655     | c.1680     | Kamalo (Roi Robert)                          |
| c.1680     | c.1720     | Mangi Suku                                   |
| c.1720     | c.1726     | Igonibaw                                     |
| c.1726     | c.1733     | Ngbesa                                       |
| c.1733     | c.1740     | Omuye                                        |
| c.1740     | c.1745     | Bokoye                                       |
| c.1745     | c.1750     | Daba                                         |
| c.1750     | c.1770     | Kalagba                                      |
| c.1770     | c.1790     | Amakiri (Amachree) I                         |
| c.1790     | c.1835     | Amakuru/Amakiri (Amachree) II                |
| c.1835     | Avril 1863 | Karibo (Amakiri/Amachree III)                |
| Avril 1863 | c.1900     | Abe (Amakiri/Amachree IV) (Abbe Prince Will) |

### Protectorat et Fédération Nigériane
Dirigeants après que le royaume soit devenu une partie du protectorat britannique, puis de la Fédération indépendante du Nigéria :
| Début       | Fin         | Dirigeants                                                   |
| ----------- | ----------- | ------------------------------------------------------------ |
| 1900        | 1918        | Amachree V (Charlie Keini)                                   |
| 1919        | 1927        | Amachree VI (Willie Keini)                                   |
| 1927        | 1960        | Amachree VII (Obenibo J.T. Princewill)                       |
| 1960        | 1973        | Amachree VIII (Frederick Princewill) (b. 1906 – d. 1973)     |
| 1973        | 1975        | Amachree IX (Cottone Keini)                                  |
| 1975        | 7 Juin 1998 | Amachree X (Abbiye Suku) (d. 1998)                           |
| 7 Juin 1998 | 2002        | Vacant                                                       |
| 2002        | 2021        | Amachree XI (Theophilus J.T. Princewill) (b. 1930 - d. 2021) |

à compléter